# Empoasca tecpatana
Empoasca tecpatana är en insektsart som beskrevs av Ross och Cunningham 1960. Empoasca tecpatana ingår i släktet Empoasca och familjen dvärgstritar. Inga underarter finns listade i Catalogue of Life.